# Quercus myrtifolia
Quercus myrtifolia es una especie del género Quercus dentro de la familia de las Fagaceae. Está clasificada en la Sección Lobatae; del roble rojo de América del Norte, Centroamérica y el norte de América del Sur que tienen los estilos largos, las bellotas maduran en 18 meses y tienen un sabor muy amargo. Las hojas suelen tener lóbulos con las puntas afiladas, con cerdas o con púas en el lóbulo.

## Descripción
Es un pequeño árbol o arbusto grande de hoja perenne que puede alcanzar los 12 m de altura. Tiene un crecimiento lento y tiene una corona rematada con amplia difusión. Puede ser tan amplio como de altura. A menudo el tronco es torcido con un diámetro de 20,3 cm. La corteza es de color gris oscuro a marrón, generalmente liso, y ligeramente surcada cerca de la base. Las ramas tienen un color rojo oscuro a marrón, 1-2.5 (-3) mm diámetro, persistentemente pubescentes, rara vez casi glabros. Las yemas terminales de color rojizo a pardo violáceo, ovoides, 2-5,5 mm, glabros o con penacho de pelos rojizos al ápice . Las hojas son glabras pubescentes, a veces escasamente, el peciolo de 1-5 mm. Limbo es elíptico estrecho o ampliamente obovado, de vez en cuando en forma de espátula, de 15-50 (-70) × 10-25 (-35) mm, la base cuneiforme a redondeadas, márgenes enteros, un poco de revoluto, con 1-4 aristas, ápice obtuso o redondeado, superficies glabras por debajo excepto por los copos axilares de tomento, ocasionalmente cubiertos de incrustaciones amarillas, superficie plana y glabra por encima . La floración se produce en primavera y las flores son verdes. La polinización se produce por la acción del viento. Las bellotas son bienales, marrones y son comestibles. La taza de la bellota es en forma de platillo, 4-7 mm de alto x 8,5 a 14,5 mm de ancho, cubriendo 1/4-1/3 de la bellota, superficie externa puberulentes, mediana superficie interior plenamente pubescente, balanza se inclina fuertemente aplanados aguda; bellota ampliamente ovoide a globoso, 9,5-14 × 13,8 mm, glabrescente, diámetro de la cicatriz 5-8 mm.

## Distribución
Crece en pinares y matorrales xerófilos, en los estados del sureste de los Estados Unidos ( Alabama, Florida, Georgia, Misisipi y Carolina del Sur ).

## Vida salvaje y Ecología
Quercus myrtifolia proporciona alimentos y una protección significativa para la fauna. Planta huésped larval para la polilla Erynnis horatius, por las mariposas Calycopis cecrops y Parrhasius m-album; posible huésped larval para las mariposas Erynnis juvenalis y Satyrium favonius. Las bellotas son utilizados por ardillas y para la amenazada garza azul de matorral de Florida .
La floración de esta especie de roble se adelanta una o dos semanas antes de Quercus inopina.

## Taxonomía
Quercus myrtifolia fue descrita por Carl Ludwig Willdenow y publicado en Species Plantarum. Editio quarta 4(1): 424. 1805.
Etimología
Quercus: nombre genérico del latín que designaba igualmente al roble y a la encina.
myrtifolia: epíteto latíno que significa "con hojas como el género Myrtus. 
Sinonimia
- Quercus aquatica var. myrtifolia (Willd.) A.DC.
- Quercus myrtifolia f. ampla Trel.
- Quercus nitida Raf.
- Quercus phellos var. arenaria Chapm.
- Quercus phellos var. myrtifolia (Willd.) Wenz.[4][5]